# Phare de Djeddah
Le phare de Djeddah, en arabe منارة جدة (manārat djidda), est une tour d'observation pour la capitainerie du port de Djeddah (en), à Djeddah, en Arabie saoudite, portant un phare. Avec une hauteur de 133 mètres, ce phare est considéré comme le plus haut du monde.

## Histoire
Construit de 1987 à 1990, il signale une ouverture dans le récif corallien qui longe la côte, permettant l'accès au port de Djeddah.